# Love Isn't Easy (But It Sure Is Hard Enough)
"Love Isn't Easy (But It Sure Is Hard Enough)" é uma canção country-rock gravada pelo grupo pop sueco ABBA. Foi o quarto e último single a ser lançado no álbum Ring Ring, mas excepcionalmente não foi emitido no país de origem do ABBA, a Suécia, mas em outras partes da Escandinávia. Foi acompanhada de "I Am Just a Girl", como seu lado B, na ocasião do lançamento, em 1973.
A canção foi escrita por Benny Andersson e Björn Ulvaeus e projetada por Michael Tretow. Fala sobre uma briga de amantes e que o amor, quando não é fácil, é com certeza duro o suficiente.
"Love Isn't Easy (But It Sure Is Hard Enough)" é considerada uma canção que deu origem a futuras canções de sucesso produzidas pelo grupo, como "Mamma Mia". O single prova que Benny e Björn perceberam a importância dos vocais femininos para o triunfo do quarteto.

## Posições
| Parada musical | Posição |
| -------------- | ------- |
| Tio i Topp     | 3       |